# Viktor Kellner
Viktor Kellner (hebräisch ויקטור קלנר; geboren 27. November 1887 in Vtelno (Most), Böhmen, Österreich-Ungarn; gestorben 25. September 1970 in Tel Aviv-Jaffa, Israel) war ein österreichisch-israelischer Pädagoge.

## Leben
Viktor Kellner war ein Sohn des Heinrich Kellner und der Adelheid Kellner. Er studierte Altphilologie an der Deutschen Universität in Prag und wurde Mitglied des Studentenvereins Bar Kochba. Er wurde 1910 promoviert. Kellner begleitete im selben Jahr Hugo Bergman nach Palästina und wurde dort Lehrer für Deutsch und Latein am Herzlyyiah-Gymnasium in Jaffa, zu seinen damaligen Schülern gehörte Mosche Scharet. Bei Ausbruch des Ersten Weltkriegs kehrte er zurück und wurde Soldat der K.u.k. Armee.
Nach Kriegsende wirkte er ein Jahr als Lehrer an einer Schule in Troppau und ging dann zu Zwi Perez Chajes nach Wien als Direktor an das neugegründete Jüdische Privatrealgymnasium, seit 1927 Chajes-Gymnasium. Kellner war fachlich und organisatorisch überragend, war aber als Pädagoge und als Schuldirektor autoritär und nicht sonderlich beliebt (Hannah Fischer) und tat sich später in Palästina bei der Arbeitssuche schwer. Er war Mitglied in B’nai B’rith und unter den orthodoxen Mitgliedern der Wiener Israelitischen Kultusgemeinde vielfältig aktiv.
Nach dem Anschluss Österreichs 1938 emigrierte Kellner mit der Familie nach Palästina und erhielt nur noch temporäre Stellen am Rehavia Gymnasium in Jerusalem, am Balfour Gymnasium in Tel Aviv und 1944 als Direktor des Ben Jehuda Gymnasiums in Tel Aviv. Er war außerdem Dozent für Geschichte der Pädagogik am Lehrerseminar in Petach Tikwa.
Kellner übersetzte aus dem Hebräischen und ins Hebräische, darunter Martin Bubers Abhandlungen über den Zionismus. Im Ruhestand lebte Kellner im Kibbuz En Charod.
Kellner war verheiratet mit Emmy Hermann, zu seinen Kindern hatte er ein angespanntes Verhältnis. Sein 1920 geborener Sohn Michael ging nach London, heiratete eine Nichtjüdin und erzog seinen Sohn Peter Kellner, der als politischer Journalist Karriere bei der BBC machte, laizistisch. Seine Tochter Susi heiratete den israelischen Dichter Zrubavel Gilad.

## Schriften (Auswahl)
- Chaim Nachman Bialik: Essays. Übersetzung aus dem Hebräischen Viktor Kellner. Berlin: Jüdischer Verlag, 1925.
- Aharon David Gordon: Erlösung durch Arbeit : ausgewählte Aufsätze. Übersetzung aus dem Hebräischen und Einleitung Viktor Kellner. Berlin : Jüdischer Bücherbund, 1929.
- Aharon Daṿid Gordon: Auswahl aus seinen Schriften : nach der von N. Tradjon unter Mitwirkung von E. Schochat bearbeiteten hebräischen Ausgabe. Übersetzung aus dem Hebräischen Viktor Kellner. Berlin : Jüdischer Verlag, 1937.
- ʻIyunim ba-shirah ha-Miḳraʼit. 1965 [Studien über die Poetik der Heiligen Schrift]
- Hakarat panim: ʻiyun u-masah. 1968 [Gesammelte Aufsätze]